# Beiszer-Nunatak
Der Beiszer-Nunatak ist ein 1630 m hoher Nunatak im westantarktischen Queen Elizabeth Land. Er ragt 1,5 km südlich des Ray-Nunatak am südwestlichen Ende der Forrestal Range in den Pensacola Mountains auf.
Der United States Geological Survey kartierte ihn anhand von Vermessungen und mithilfe von Luftaufnahmen der United States Navy zwischen 1956 und 1966. Das Advisory Committee on Antarctic Names benannte ihn 1968 nach John E. Beiszer (* 1929), Flugzeugmechaniker auf der Ellsworth-Station im antarktischen Winter 1957.